# 커트 리

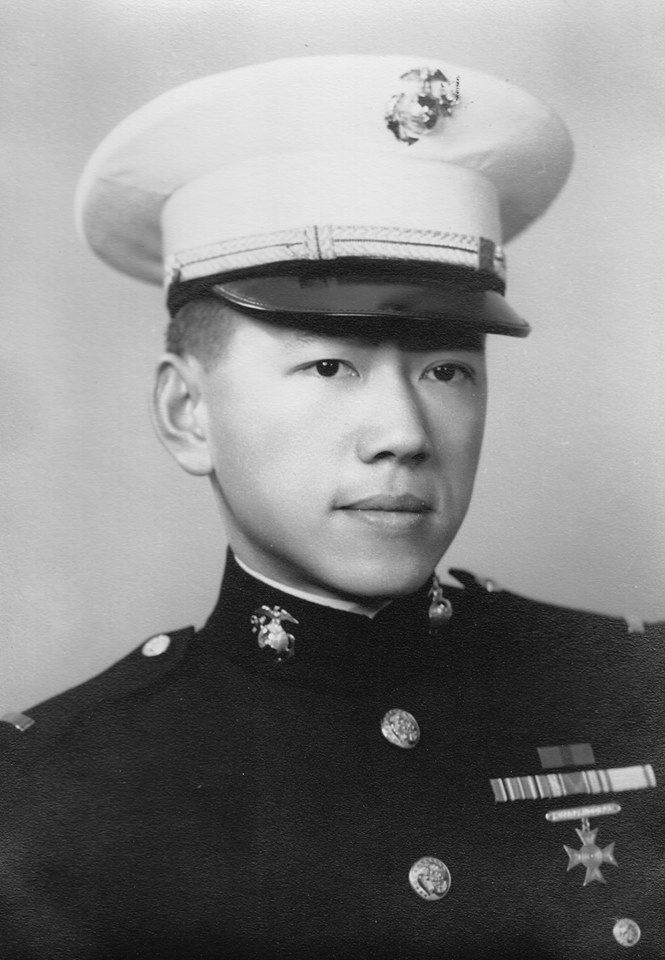

커트 리(Kurt Chew-Een Lee, 중국명 리추웬, 중국어: 呂超然, 1926년 1월 21일 – 2014년 3월 3일)는 아시아계 최초의 미국 해병대 보병장교이다.

## 군 경력

### 한국 전쟁
한국 전쟁 당시 장진호 전투에서 활약하였다.

## 기타
김영옥 육군 대령, 일본계 미국인으로 6.25 전쟁에서 명예 훈장을 받은 히로시 미야무라 육군 하사와 더불어 동아시아계 미국인 출신 3대 전쟁영웅으로 미국 사회에서 영웅으로 대우받고 있다.